# ランチア・ディアロゴス
ランチア・ディアロゴス（Lancia Dialogos）は、イタリアの自動車製造会社ランチアが1998年に発表した大型乗用車のコンセプトモデル。

## 概要
1990年代後半のランチアは販売低迷でブランドの存続が危ぶまれるほど窮地の状況の中、将来のランチアの指針的存在として企画されたのがこのディアロゴスである。

## デザイン・コンセプト
アメリカ人デザイナー、マイケル・ロビンソン率いるランチア・チェントロ・スティーレ（ランチアデザインセンター）は当初、ハッチバック・ボディの車を企画していたが、当時のフィアット・グループ会長、パオロ・カンタレッラが過去のランチアの高級2ボックスカーの売り上げが良くなかった点を示唆し難色を示したため、最終的には3ボックスのセダンとなった。
その巨大なボディは懐古主義的要素を現代的に解釈したデザインがなされ、大型の盾形フロントグリルや観音開き（両開き）のドアなど、過去のランチア車（アプリリアやアウレリアなど）に見られる伝統的かつ象徴的なデザイン要素の採用を試みている。一方で室内は簡素で洗練された印象のデザインでまとめられ、そこにステアリングホイールやインストルメントパネルの左右位置を任意で選択できる装備や、シートポジション、空調、オーディオ、サスペンションセッティング、トランスミッションのシフトタイミングなど、オーナー独自の仕様をすべてメモリーできるカード式キーシステムを使用した先進的な装備を盛り込んでいる。エンジンは搭載されておらず、モックアップ的なものであった。
このモデルは1998年の第67回トリノ・オートショーに出展され、ショーの目玉として話題を呼んだ。
このデザインコンセプトは2001年発表のランチア・テージスをはじめ、その後約10年間に発表されたランチアのモデルすべてに反映された。

### ディアロゴスのデザイン/コンセプトを踏襲した車種

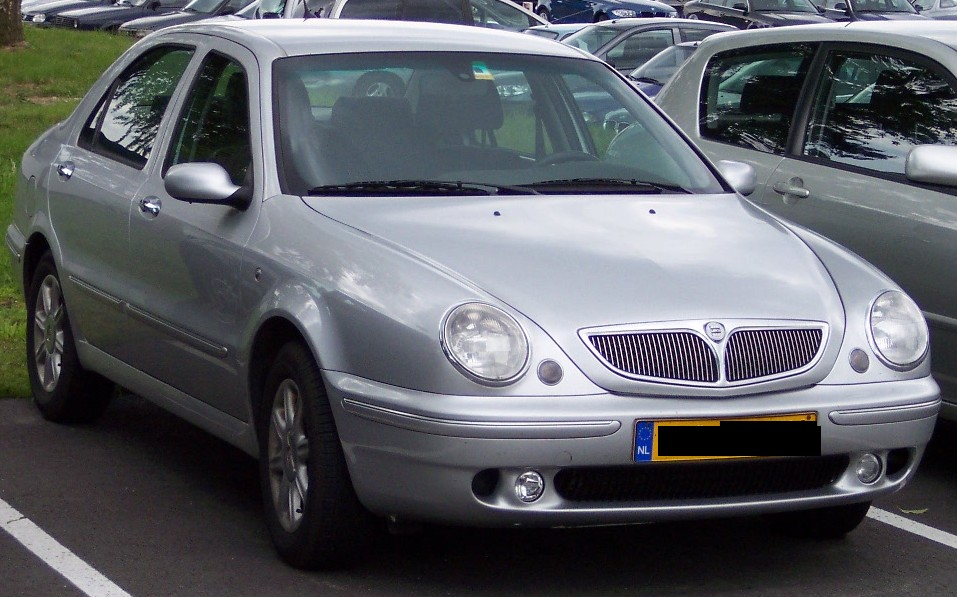
ランチア・リブラ
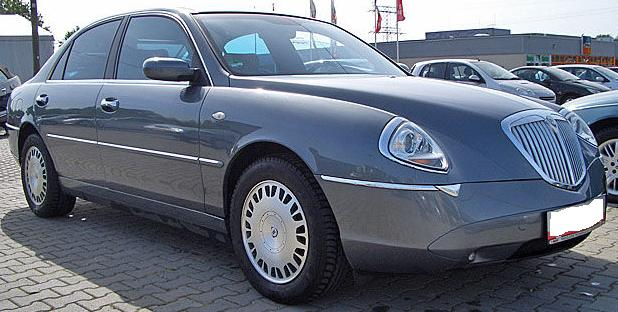
ランチア・テージス
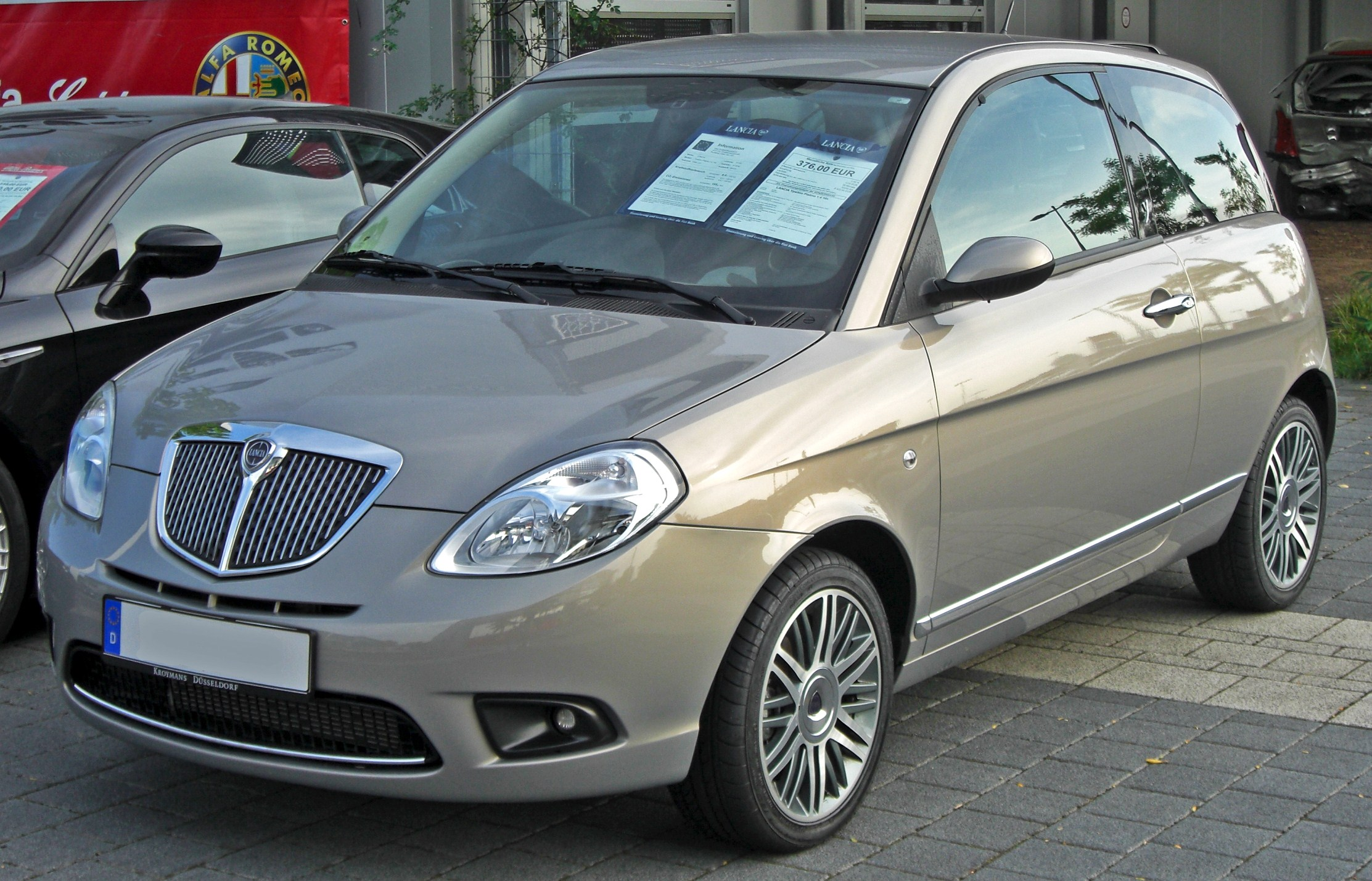
ランチア・イプシロン
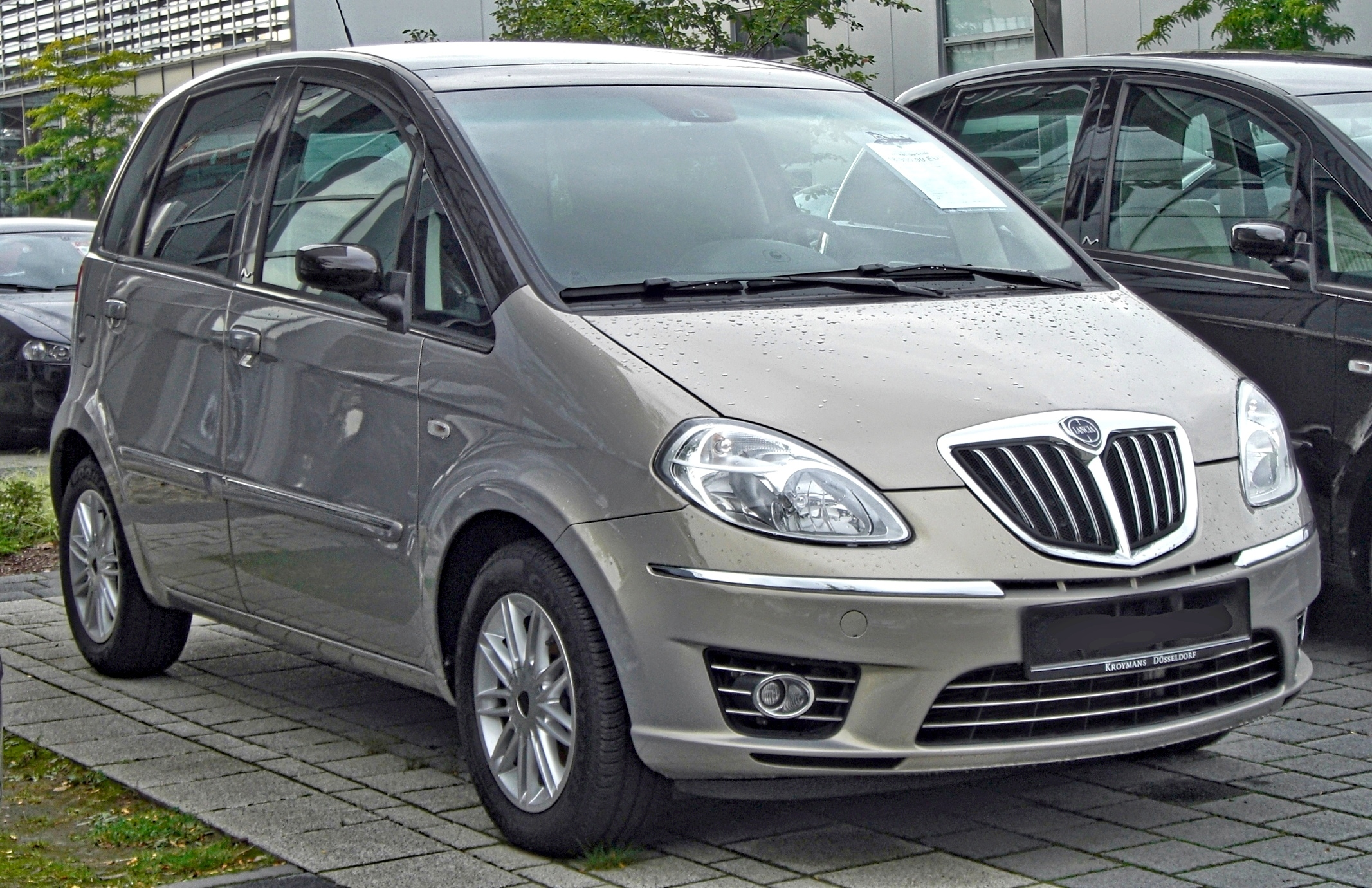
ランチア・ムーザ
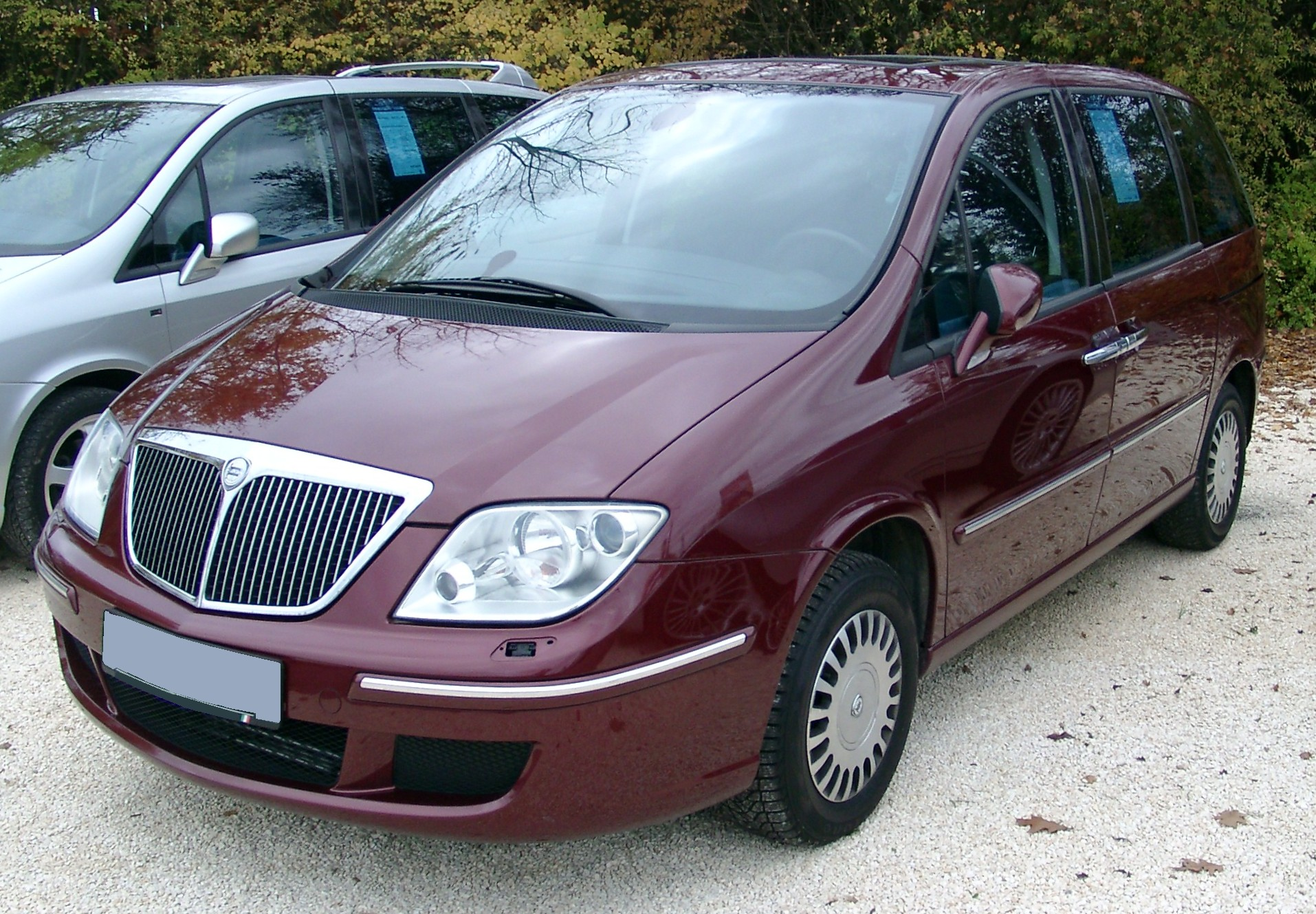
ランチア・フェドラ
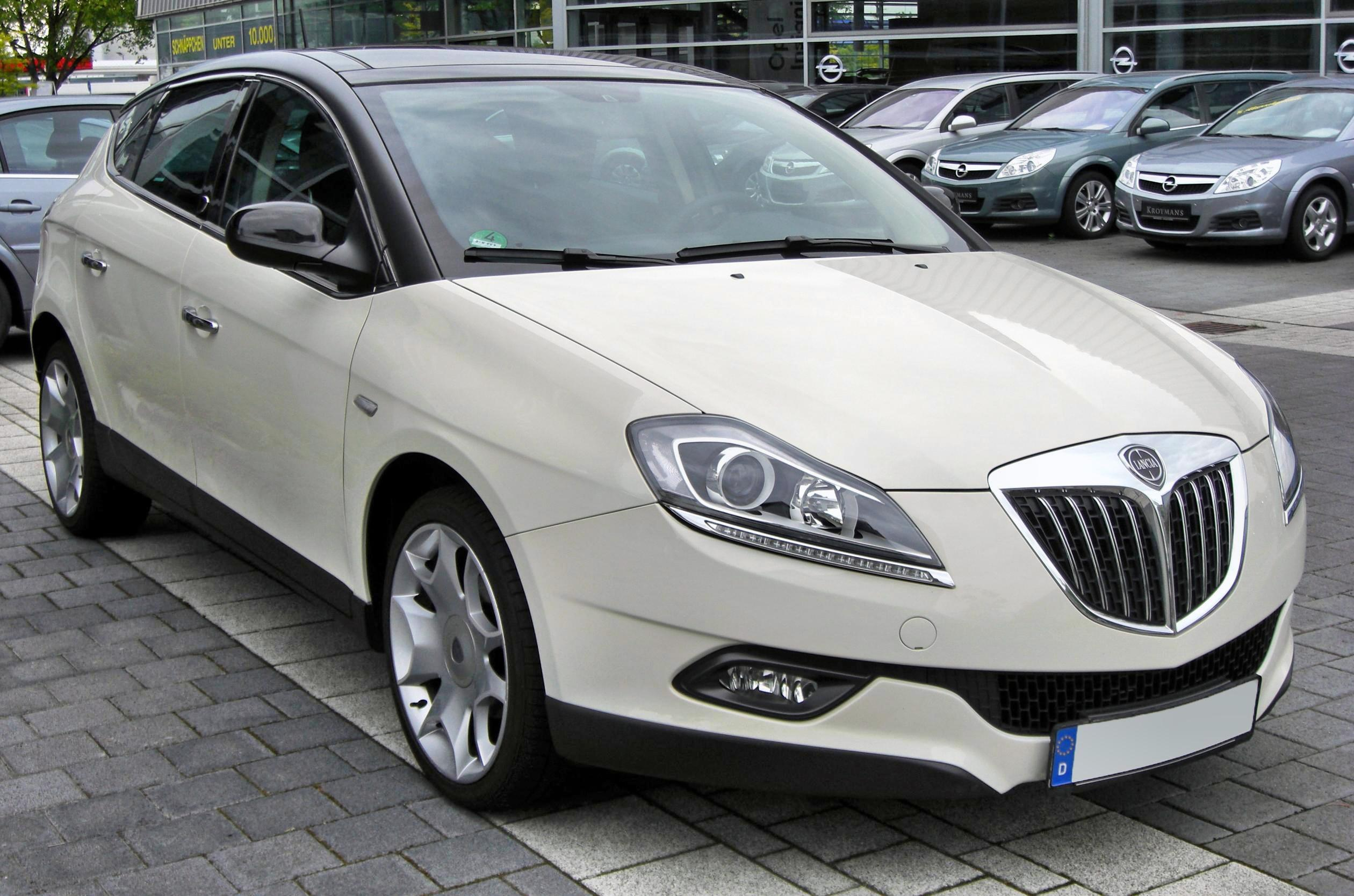
ランチア・デルタ